# Стара Марківка
Стара Маркі́вка — село в Україні, у Поліській селищній територіальній громаді Вишгородського району Київської області. Населення становить 71 осіб.

## Історія
Перша згадка про хутір Марківка, що дав початок двом селам — Нова Марківка та Стара Марківка, датовано 1900 роком. Тоді власницький хутір Марківка Красятицької волості мав 12 дворів та 88 мешканців (46 чоловіків та 42 жінки). Головним заняттям мешканців було землеробство. Хутір належав Володимиру Борисовичу Чалікову.
1926 року село Марківка було центром Марківської сільради Хабенського району, мало 57 дворів та 285 мешканців — 147 чоловіків та 138 жінок. Національний склад був доволі строкатим — 159 українців, 56 німців, 52 чехи, 18 поляків.
Тоді ж, у 1920-х роках, відбулося виокремлення села на Нову та Стару Марківку.
До 1950-1960-х років село входило до складу Новомарківської сільської ради, а після її ліквідації і до 2020 року входила до складу Шкнівської сільської ради.
1981 року у селі мешкало 240 осіб.
У селі налічується 6 вулиць — 3 поперечні та 3 поздовжні, у тому числі головна дорога, що веде у село Шкнева. Діє 1 магазин. 
19 липня 2020 року, в результаті адміністративно-територіальної реформи та ліквідації Поліського району, село увійшло до складу новоутвореного Вишгородського району.  
З лютого по квітень 2022 року село було окуповане російськими військами внаслідок вторгнення 2022 року.